# Dzwonkówka tarninowa
Dzwonkówka tarninowa (Entoloma niphoides Romagn. ex Noordel.) – gatunek grzybów z rodziny dzwonkówkowatych (Entolomataceae).

## Systematyka i nazewnictwo
Pozycja w klasyfikacji według Index Fungorum: Entoloma, Entolomataceae, Agaricales, Agaricomycetidae, Agaricomycetes, Agaricomycotina, Basidiomycota, Fungi.
Nazwę zwyczajową zaproponował Władysław Wojewoda w 2003 r.

## Morfologia
Kapelusz
Średnica 2–14,5 cm, początkowo stożkowaty, potem kolejno wypukły, płaskowypukły z dużym garbkiem na środku. Brzeg początkowo podwinięty, potem prosty i silnie pofałdowany. Powierzchnia gładka, silnie jedwabista. Jest słabo higrofaniczny, w stanie wilgotnym biały lub bardzo blado-beżowy, ze słabo widocznym prążkowaniem przy brzegu. W stanie suchym ma barwę od jaskrawo białej do bladozłotej, czasami kości słoniowej w środkowej części.
Blaszki
W liczbie 40–70 z międzyblaszkami (l=1-9), średnio gęste, przyrośnięte lub wykrojone, poszarpane, brzuchate, o szerokości do 15 mm. Początkowo białawe, potem różowe, bez szarego lub brązowego odcienia. Ostrza tej samej barwy.
Trzon
Wysokość 4,5–13,5 cm, grubość 6–25 mm, tęgi, silny, cylindryczny lub nieco spłaszczony, często z szerszą podstawą, czasem skręcony. Powierzchnia biała, drobno lub gruboziarenkowato-włóknista i podłużnie prążkowana.
Miąższ
Biały, nie zmieniający barwy po uszkodzeniu, czasem tylko staje się żółtawy. Zapach i smak silnie mączny.
Cechy mikroskopowe
Zarodniki w widoku z boku tępokanciaste, o wymiarach 8,0–10,0 (–11,5) × 7,5–9,0 (–11,0) μm. Podstawki 32–46 × 10–15 μm, 4–zarodnikowe, ze sprzążkami. Cystyd brak. Strzępki skórki cylindryczne, o szerokości 4–6 μm. Zawierają ledwo widoczny wewnątrzkomórkowy pigment. Sprzążki obecne w strzępkach wszystkich części grzyba.
Gatunki podobne
Od innych występujących wiosną i wczesnym latem gatunków dzwonkówek można ją łatwo odróżnić po białej barwie owocników. Prawdopodobnie jest blisko spokrewniona z dzwonkówką tarczowatą (Entoloma clypeatum), być może jest tylko jej bezbarwną odmianą.

## Występowanie i siedlisko
Dzwonkówka tarninowa występuje w Ameryce Północnej oraz w Europie, głównie Zachodniej i Północnej. Jest rzadka. Na terenie Polski w piśmiennictwie naukowym do 2003 r. podano 2 stanowiska, w późniejszych latach podano następne.
Grzyb naziemny, prawdopodobnie mykoryzowy. Występuje w gęstych zaroślach i żywopłotach tarniny i głogu. Owocniki wyrastają od maja do czerwca, zazwyczaj w grupach, często tworząc czarcie kręgi.

## Znaczenie
Grzyb trujący.